# محوطه چاه حسینی
محوطه چاه حسینی مربوط به هزاره دوم و۱ قم است و در شهرستان ایرانشهر، بخش بمپور، دهستان بمپور غربی، ۵ کیلومتری غرب روستای چاه حسینی واقع شده و این اثر در تاریخ ۱۵ اسفند ۱۳۸۵ با شمارهٔ ثبت ۱۷۹۵۲ به‌عنوان یکی از آثار ملی ایران به ثبت رسیده است.